# Renato Barbieri
Renato Barbieri (født 15. januar 1903 i Livorno, død 11. november 1980 smst.) var en italiensk roer.
Barbieri var med i Italiens otter, der blev europamestre i 1929 og vandt EM-sølv de to følgende år. Italienerne stillede op ved OL 1932 i Los Angeles og vandt deres indledende heat klart. I finalen blev de kun besejret af hjemmebanefavoritterne fra USA, mens Canada sikrede sig bronzemedaljerne. Bådens besætning bestod desuden af Mario Balleri, Dino Barsotti, Renato Bracci, Vittorio Cioni, Guglielmo del Bimbo, Enrico Garzelli, Roberto Vestrini og styrmand Cesare Milani, hvoraf størstedelen også var med i de foregående EM-konkurrencer.
Barbieri var igen med til at vinde EM-sølv i 1933. Han var desuden med til at vinde fem italienske mesterskaber med båden fra UC Livornesi mellem 1929 og 1935. Før og efter sin tid i Livorno-klubben repræsenterede han Nautica Venezia, og her blev han træner i tiden efter anden verdenskrig.

## OL-medaljer
- 1932:  Sølv i otter